# 신의 이방인
"신의 이방인"은 한국에서 제작된 박수일 감독의 1990년 영화이다. 김현진 등이 주연으로 출연하였고 서종호 등이 제작에 참여하였다.

## 출연

### 주연
- 김현진
- 한명구
- 손흥